# Alexander Kircher
Alexander Kircher (Trieste, 26 febbraio 1867 – Berlino, 16 settembre 1939) fu pittore ufficiale della marina, paesaggista e illustratore austroungarico, poi austriaco e infine, dopo l'Anschluss, cittadino tedesco. Firmava i suoi quadri come Alex Kircher, a volte aggiungendo l'anno della sua creazione, altre volte firmandosi A. Kircher.

## Biografia

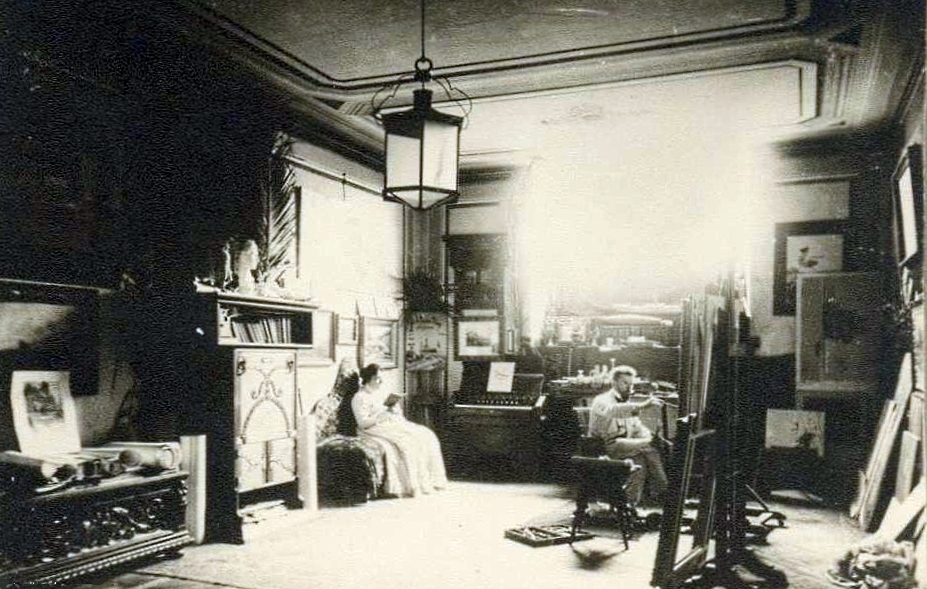
Alexander Kircher nel suo studio a Trieste intorno al 1900

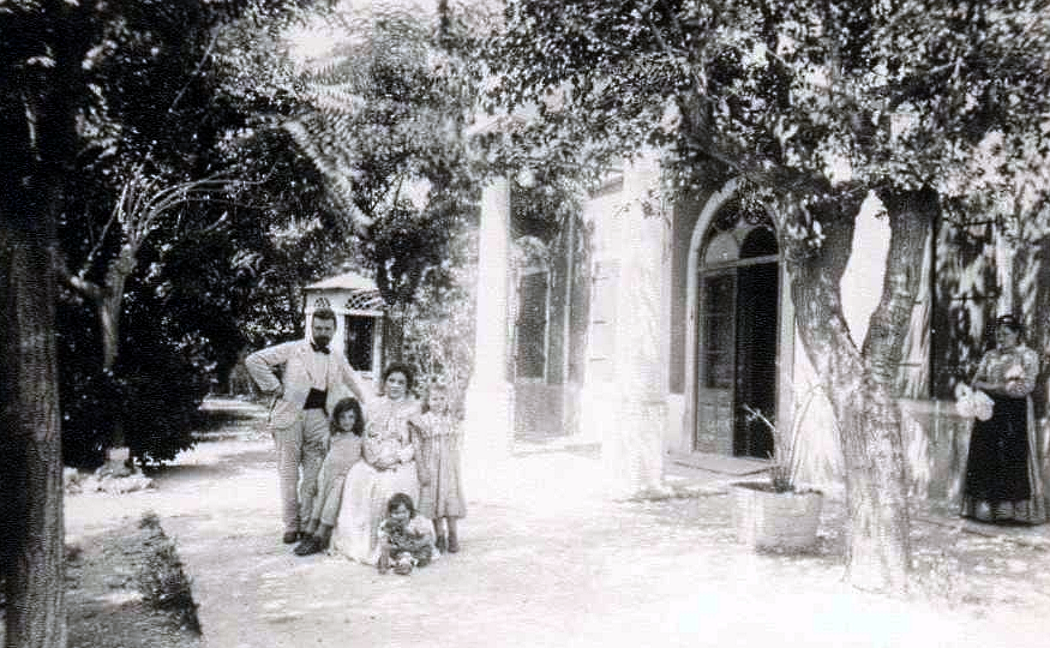
La famiglia Kircher nel proprio domicilio di Trieste, circa 1901

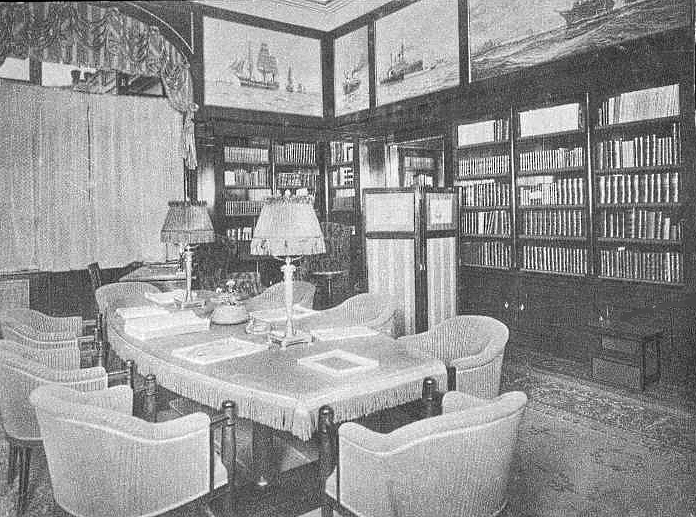
Alcuni quadri navali dipinti da Kircher nella libreria di un arciduca austriaco

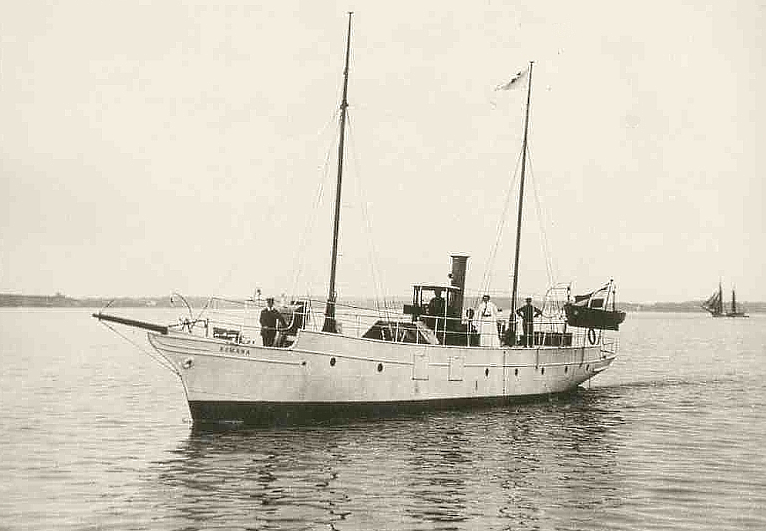
Il pittore e sua moglie a bordo del loro panfilo Romana nel 1910

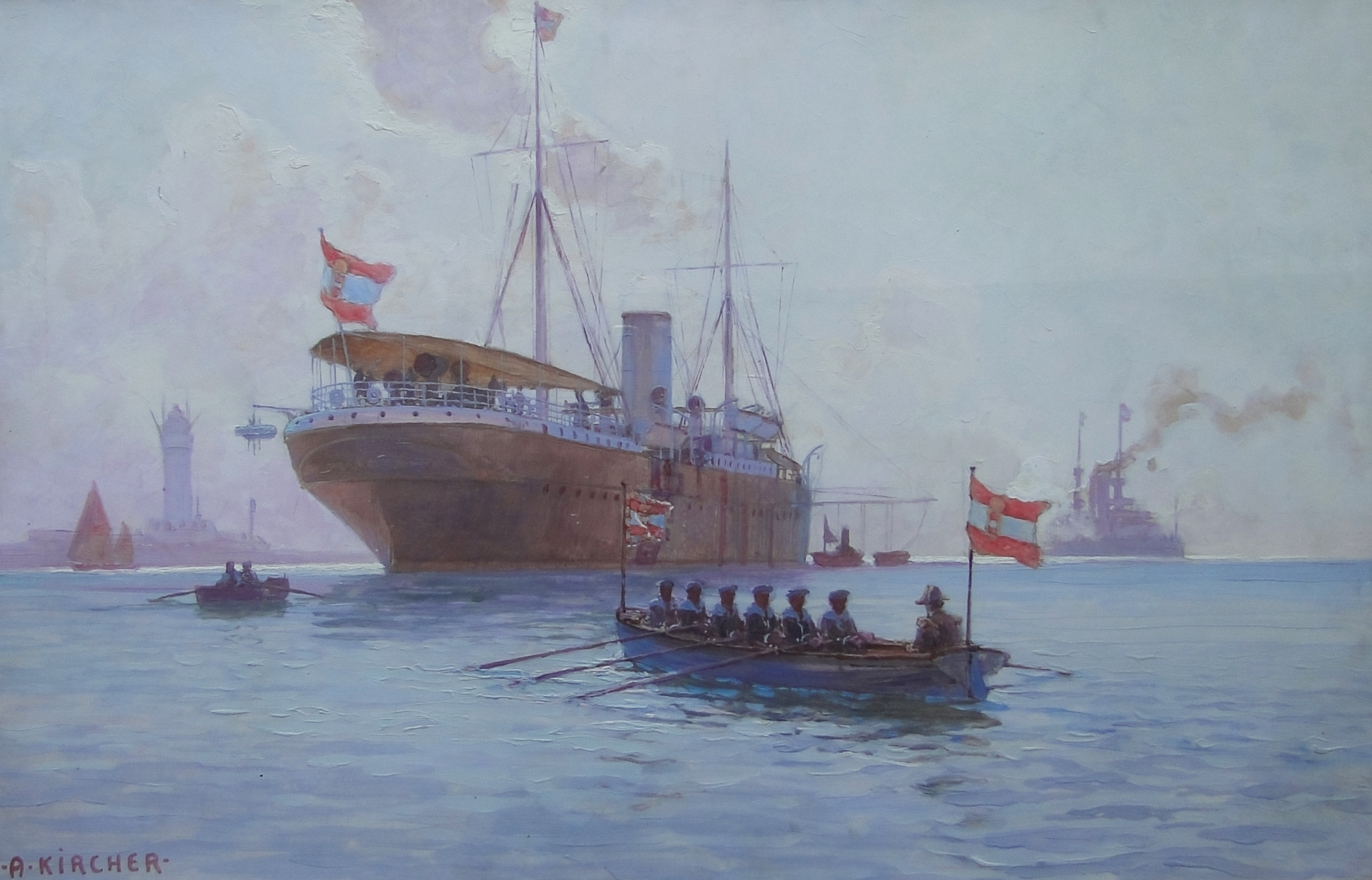
Piroscafo postale austriaco Pelikan ormeggiato all'ancora a Trieste - 1891

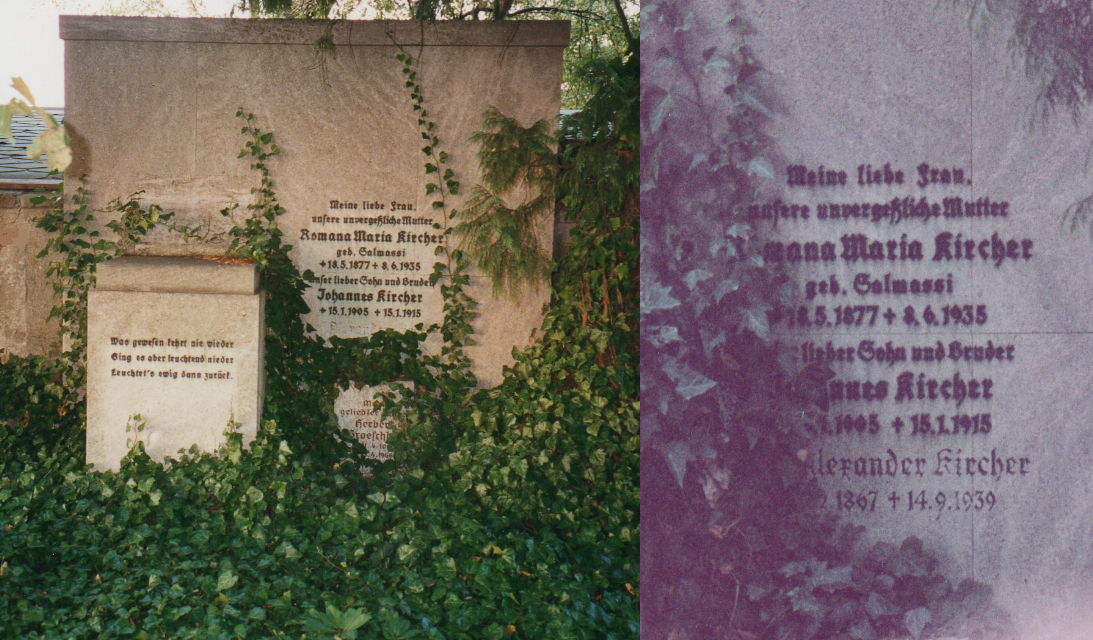
La tomba della famiglia Kircher nel cimitero di Moritzburg, in Sassonia

La famiglia Kircher visse a Trieste, nel Borgo Teresiano, in via San Lazzaro 9 che si trova nei pressi del Canal Grande, dove a quel tempo ormeggiavano navi a vela e barche da carico. Il giovane Alexander crebbe vicino al mare, ai grandi piroscafi passeggeri del Lloyd Austriaco e di altre compagnie di navigazione che attraccavano al molo di San Carlo e nella vasta area del largo Golfo di Trieste. Tutte queste percezioni devono aver lasciato un'impressione durevole sul giovane Alexander. Il suo desiderio di intraprendere la carriera marittima era quindi comprensibile. Non è tuttora noto in quale anno Alexander abbia lasciato la sua casa d'infanzia, tuttavia si sa che fu a causa di un incidente, il quale gli provocò una seria ferita ad un piede, che non poté accedere alla tanto desiderata carriera di ufficiale della Marina imperiale. Alexander Kircher decise allora di diventare un pittore di marina, restando così collegato alla sua passione per il mare e le navi.
Nel 1888, Alexander Kircher intraprese gli studi artistici presso la Regia accademia prussiana delle arti di Berlino. Suoi insegnanti furono il paesaggista norvegese e pittore navale Hans Frederik Gude e il pittore tedesco Hermann Eschke. Circa gli studi di Berlino di Kircher, non c'è nessuna ulteriore informazione. Era tuttavia pratica comune che, dopo il completamento dei corsi, i laureati dell'Accademia compissero dei viaggi di studio per affinare la propria tecnica. Se si conosce più da vicino la vita di Alexander Kircher, si vede che c'erano fasi in cui egli era costantemente in viaggio. I suoi dipinti non si trovano soltanto in quasi tutti i paesi d'Europa, ma anche in Egitto, Turchia, Inghilterra e negli Stati Uniti presso musei o di proprietà di privati venendo sovente offerti da molte case d'aste internazionali.
Nel 1893, per l'Esposizione Universale di Chicago, Kircher si recò negli Stati Uniti per incontrare il pittore navale Hans von Petersen e cooperare nella creazione di panorami e diorami. Anche allora Kircher si guadagnò una buona reputazione. Ciò è dimostrato da diversi dipinti che rappresentano l'economia degli Stati Uniti di quel periodo, come "Nave a vela al largo della Statua della Libertà nel porto di New York", "Fulton prima nave a vapore nel 1807", "Vista sul fiume Hudson e panorama di New York" Queste e altre opere sono state battute negli USA da case d'asta come Sotheby di New York, Christie's di Beverly Hills, CA, Cowens di Cincinnati, OH, Burchard Gallerie, St.Petersburg, Florida e casa d'aste Stadion, Trieste , pochi anni fa.
Dopo i suoi numerosi viaggi Kircher tornò nella sua città natale di Trieste. Nel 1895 fu nominato professore presso l'Accademia d'Arte della sua città. Nel 1898 sposò Romana Salmassi, una giovane bellezza triestina. Il matrimonio ebbe luogo nella chiesa di Sant'Antonio Taumaturgo il 15 ottobre. Durante questo periodo, Kircher ebbe dalla corte imperiale di Vienna l'invito a dipingere la flotta asburgica in 20 quadri. Con questo commessa, Alexander Kircher venne dunque promosso a primo pittore navale d'Austria. Successivamente Kircher ottenne pure altri numerosi ordini da parte della nobiltà nonché ulteriori riconoscimenti sociali. Uno degli arciduchi ha dotato di numerosi dipinti marittimi la cui biblioteca e soggiorno. Il barone e l'industriale Johann Georg von Hütterot, il cui panfilo a vapore Suzume è stato dipinto da Kircher, ha acquistato numerosi sui quadri che ora appartengono al Museo Civico della città di Rovigno. Venti dipinti di proprietà della famiglia dell'arciduca Francesco Ferdinando d'Asburgo-Este possono essere ammirati nel Castello di Artstetten, nella Bassa Austria. Nel 1900 Alexander Kircher concluse per ragioni artistiche e politiche il suo lavoro presso l'Accademia d'Arte di Trieste. Nel 1904 lui e la sua famiglia hanno lasciato Trieste e si sono trasferiti, dopo una sosta a Vienna, a Dresda in Germania. Nel 1906 la famiglia si trasferì a Moritzburg in Sassonia. Il pittore faceva ormai parte come artista indipendente del Dresdner Kunstgenossenschaft e si era stabilito nel nuovo ambiente. Riceveva numerosi ordini da autorità e da noti editori per i quali lavorava come illustratore: l'Ufficio navale di Berlino, l'Unione Postale Universale, il Leipziger Illustrierte Zeitung e il settimanale illustrato Reclam universo, l'editore d'arte Theodor Stroefer di Norimberga, solo per citarne alcuni. Riceveva anche ordini da editori anche stranieri, come gli editori di cartoline di Londra Rafael Tuck & Sons, la Lega navale austriaca e la nota casa editrice Kleinmayr & Bamberg di Lubiana, ecc... Nel febbraio 1909 Kircher ha ricevuto presso l'ambasciata spagnola a Berlino l'Ordine di Isabella la Cattolica per realizzazioni nell'arte e nella scienza.
Alexander Kircher era molto versatile. Oltre alle navi dell'Imperiale e regia Marina austro-ungarica e della Marina imperiale tedesca, ha infatti dipinto quadri di transatlantici, navi da carico, marinai, panfili e barche a vela per conto di varie compagnie di navigazione ben note, tra cui l'Amburgo America Line, la österreichischen Lloyd/Lloyd Austriaco e il Norddeutscher Lloyd, Compagnia di navi a vapore sudamericane da Amburgo, la compagnia di navigazione Woermann ad Amburgo e altri. I clienti sono cantieri navali, ma anche aziende che non avevano nulla a che fare con il mondo marittimo. Ad esempio, Kircher ha dipinto due quadri dell‘ interno di una fabrica di acciaio. Inoltre nei suoi dipinti sono raffigurati l'Acropoli di Atene, le rovine di Pompei ed Ercolano, così come una panoramica della città di Dresda, umore della sera di Castello di Moritzburg e innumerevoli paesaggi si trovano in musei o in collezioni private. Nel 1928 Kircher ha fatto un viaggio in Svezia, dove dipinse a Stoccolma, per conto di una compagnia svedese-americana, le navi passeggeri Drottningholm, Gripsholm e Kungsholm. Inoltre ha fatto degli schizzi per un ritratto della famiglia reale svedese, dipinto più tardi e venduto sotto il nome: "Il Re di Svezia riceve il monarca spagnolo", dalla casa d'aste Christie di Amsterdam nel 1999. Allo stesso periodo risale il dipinto: "Saluto al Console Karl Dwenger" che mostra la nave da guerra svedese "HMS Fylgia" nel porto di Kiel.
Nel 1922 la famiglia Kircher si trasferì da Moritzburg a Radebeul, in Sassonia. Vivevano nella Villa Max Kuntze, in Jagdweg 6, nel distretto di Niederlößnitz e poi nella casa in Ziller Strasse, 5. La moglie di Kircher, Romana mancò nel 1935, dopo essersi trasferiti a Klotzsche, ora un sobborgo di Dresda. Là Kircher visse in un edificio che apparteneva alla ex scuola della Luftwaffe. Il lavoro della sua vita si concluse con una serie di circa un centinaio di dipinti che illustravano lo sviluppo della navigazione tedesca durante più di un millennio. Queste immagini si trovavano presso l'Istituto e Museo di Oceanografia di Berlino, che, nel 1945, alla fine della seconda guerra mondiale è stato distrutto dalle bombe. Fino ad ora solo una trentina di copie sono state riscoperte. La sorte dei rimanenti settanta dipinti è sconosciuta.
Nel settembre del 1939, Alexander Kircher morì in un ospedale di Berlino-Neukölln. Fu sepolto nella tomba di famiglia dei Kircher nel cimitero di Moritzburg, in Sassonia, accanto alla tomba del pittore Emil Rieck.

## Collezioni di musei e singoli dipinti
Il Museo di Storia Militare HGM / Museo dell'Arsenale di Vienna espone decine di paesaggi marini, tra cui il dipinto più famoso è quello della "Battaglia di Lissa". Sempre a Vienna si trovano numerose altre immagini, come la "Nave passeggeri Isonzo" nel Museo della Tecnica, o "Varo della SMS Viribus Unitis" presso l’Associazione della marina austriaca. Una importante collezione di immagini di Kircher si trova nel Castello di Artstetten nel museo di Francesco Ferdinando, in Bassa Austria, dove va ricordato in particolare il quadro della corazzata "SMS Erzherzog Karl". La più grande collezione di una trentina di quadri è di proprietà del Museo Marittimo di Spalato, che ha pubblicato un opuscolo informativo riccamente illustrato. Nel museo della città di Rovigno, pure in Croazia, è stata creata una sala Kircher con numerosi dipinti. Immagini di Kircher si trovano anche nel Museo storico dell'Istria di Pola e nel museo marittimo "Sergej Mašera" di Pirano in Slovenia. Ci sono anche musei in cui sono esposte riproduzioni di pittura di "Alexander Kircher". Un bell'esempio è l’i. e r. Museo navale GALLERION di Cittanova (Istria). In Germania vi è una raccolta di ventidue dipinti che si trovano nell'archivio del Centro di formazione di scienze marittime di Flensburg-Mürwik. Sono noti, tra l'altro, i quadri di tre fregate scuola "Stosch, Stein e Gneisenau" a vele spiegate e la "Battaglia di Jasmund" del 1864. Le immagini erano in origine in una collezione di oltre un centinaio di opere provenienti dalla collezione dell'Istituto e Museo di oceanografia in Berlino, che nel 1945, verso la fine della seconda guerra mondiale è stato distrutto da un incendio. Una serie più piccola di otto immagini si trova negli archivi del Museo della comunicazione, Museo ex federale postale di Francoforte sul Meno. Inoltre, si trovano dipinti di Kircher nel Museo marittimo internazionale ad Amburgo, presso il Museo di Storia di Amburgo, a Kiel nel Museo marittimo e Museo della città, Warleberger Hof. Anche il tedesco Maritime Museum DSM a Bremerhaven è in possesso di un quadro di Kircher e inoltre un grande dipinto è appeso nella lobby inferiore del vecchio municipio di Brema che è stato creato in onore del primo volo Atlantico da est a ovest e mostra un paesaggio marino "Il vasto mare, da un piccolo aereo". I pionieri del volo Kohl Fitzmaurice e von Hünefeld sono riusciti ad effettuare la traversata su un Junkers W 33 "Bremen" nel 1927-1928.

## Mostre
- Liliana Pajola: Alexander Kircher, il Pittore Triestino Dimenticato, mostra di cartoline asburgiche, Museo postale e telegrafico della Mitteleuropa, piazza Vittorio Veneto, 1 Trieste, 19 luglio - 8 settembre 2018.[2][3]

## Lista parziale di opere
| Immagine | Titolo | Anno | Grandezza           | Museo/collezione/proprietario                                    |
| -------- | --- | ---- | ------------------- | ---------------------------------------------------------------- |
|          | La battaglia di Lissa                                                                                        | 1918 | 318,0 cm × 705,0 cm | Museo di storia militare, Vienna, Austria                        |
|          | I. e r. squadra navale a Kiel, 1890                                                                          | 1890 | 70,0 cm × 100,0 cm  | Museo di storia militare, Vienna, Austria                        |
|          | Dimostrazione della flotta internazionale vicino a Dulcigno                                                  | 1880 | 82,5 cm × 131,0 cm  | Museo di storia militare, Vienna, Austria                        |
|          | k.u.k. Corazzata SMS Erzherzog Karl                                                                          | 1910 | 50,0 cm × 75,0 cm   | Arciduca Franz Ferdinand Museum, Castello di Artstetten, Austria |
|          | La nave passeggeri Isonzo nel Golfo di Trieste, disegno originale dal 1918e anno                             | 1918 | 30,0 cm × 90,0 cm   | Il bozzetto originale è di proprietà privata                     |
|          | Il panfilo a vapore "Suzume" nel 1894                                                                        | 1894 | 47,0 cm × 66,0 cm   | Museo della città di Rovigno, Rovigno, Croazia                   |
|          | Corazzata USS Kentucky costruito a Newport News                                                              | 1908 | 32,0 cm × 47,5 cm   | Museo marittimo a Spalato, Croazia.                              |
|          | Le navi scuola, Stosch, Stein e Gneisenau                                                                    | 1938 | 70,0 cm × 100,0 cm  | Accademia navale, Mürwik, Flensburgo, Germania                   |
|          | La battaglia di Jasmund nel 1864                                                                             | 1938 | 70,0 cm × 100,0 cm  | Accademia navale, Mürwik, Flensburgo, Germania                   |
|          | Nave da battaglia della classe Habsburg sullo scalo di alaggio dello Stabilimento Tecnico Triestino nel 1900 | 1900 | 23,0 × 30,0 cm      | Il bozzetto originale è di proprietà privata                     |